# Trương Nghi
Trương Nghi (chữ Hán: 張儀, 373 TCN - 310 TCN), tước hiệu là Vũ Tín Quân (武信君), người đời tôn xưng là  Trương Tử (張子), là một nhà du thuyết nổi tiếng thời Chiến Quốc trong lịch sử Trung Quốc. Ông sử dụng tài chính trị và tài thuyết phục của mình mà gây dựng nên sự nghiệp. Ông là đại diện tiêu biểu của phái Tung hoành gia, đề xướng chính sách Liên hoành, chống lại việc Hợp tung của Tô Tần và Công Tôn Diễn.

## Lập nghiệp
Trương Nghi là người nước Ngụy, thuộc tầng lớp bình dân. Ông là bạn đồng môn với Tô Tần, theo học thầy Quỷ Cốc Tử. Sau khi học xong du thuyết, Trương Nghi đi tìm công danh ở các nước chư hầu, làm môn khách cho quan Lệnh doãn Chiêu Dương nước Sở. Chiêu Dương có chiến công lớn nên được Sở Uy Vương ban cho Ngọc bích họ Hòa là báu vật cửa Sở. Trong một dịp chiêu đãi môn khách, Chiêu Dương đem ngọc ra khoe. Môn khách chen lấn nhau xem, hỗn loạn không biết viên ngọc rơi vào tay ai. Thủ hạ của Chiêu Dương thấy Trương Nghi là người nghèo nhất trong số môn khách, nên nghi ngờ ông, đem ông ra đánh vài trăm roi. Ông không nhận tội. Họ tha cho.
Trương Nghi trở về nhà, vợ ông nói: "Nếu ông không học du thuyết thì sao có cái nhục này". Nghi đáp: 
"Nhìn xem lưỡi ta còn không?"
"Vẫn còn"
"Được rồi"
Ở đây ý là Trương Nghi chỉ cần có thể du thuyết là có thể lập nên công trạng, từ đó cho thấy ông đã có chí hướng lập nghiệp từ con đường đi du thuyết từ rất lâu và rất tự tin vào tài năng của mình.

## Nhờ Tô Tần(?) mà làm nên công trạng
Tô Tần đề xướng thuyết hợp tung nhưng còn lo Tần đánh Triệu thì thuyết hợp tung của ông ta không thành công. Vì thế ông cho người gợi ý mời Trương Nghi sang Triệu. Trương Nghi đến phủ của Tô Tần bị Tô Tần đối xử đạm bạc, cho ăn uống như người dưới đồng thời mắng nhiếc làm nhục Trương Nghi. Trương Nghi tức giận bỏ đi, nghĩ chư hầu không đâu có thể nhờ được, chỉ có nước Tần mới làm khổ được Triệu, ông bèn đi vào Tần. Tô Tần sau khi trêu tức Trương Nghi thì mặt khác cho người theo Trương Nghi ngầm giúp đỡ. Đến lúc Trương Nghi được vua Tần tin dùng thì người giúp đỡ liền nói thật đây là mưu kế của Tô Tần. Trương Nghi liền than rằng:
"Than ôi? Thế là ta mắc mưu Tô Quân mà không biết, rõ ràng ta không bằng Tô Quân."
Sau đó làm ông được phong làm thừa tướng, cố tình ngăn không cho Tần đánh Triệu thay vào đó là cố ý khiến Tần đánh nước Hàn, nước Sở.
Theo sử gia hiện đại thì Trương Nghi đã mất trước khi Tô Tần xuất hiện trên chính trường khoảng 20 năm, và người đề xướng thuyết hợp tung thật sự là Công Tôn Diễn, nên có thể ông cũng là người nâng đỡ Trương Nghi.

## Thực hiệnliên hoành, pháhợp tung
Trương Nghi sang Tần, dùng thuyết Liên hoành để du thuyết Tần Huệ Văn Công. Ông chủ trương đánh Ngụy để khống chế vùng trung du Hoàng Hà, sau đó thôn tính Ba Thục ở phía Tây, chiếm Thượng quận ở phía Bắc, chiếm Hán Trung ở phía Nam để tạo lập một vùng hậu cứ vững chắc, từ đó hình thành tiền đề để Đông tiến thôn tính lục quốc, thống nhất thiên hạ. Kế sách này rất hợp ý của Tần Huệ Văn Quân nên Trương Nghi được vua Tần tin dùng, phong làm Khách khanh, sau được phong làm Thừa tướng (năm 328 TCN). Năm 325 TCN, trước sự khuyến khích của Trương Nghi, Tần Huệ Văn quân đã xưng vương, tức Tần Huệ Văn Vương. Trong lịch sử nước Tần, Trương Nghi là vị thừa tướng thứ nhất, còn Tần Huệ Văn vương là vị quốc vương thứ nhất.
Việc Trương Nghi làm thừa tướng khiến Công Tôn Diễn bị thất sủng và mất chức, buộc phải về nước Ngụy làm tướng. Ông trở nên bất hòa với Trương Nghi và vì vậy đã đề xướng thuyết Hợp tung nhằm liên minh các nước chống Tần. Về phía mình, Trương Nghi được phong làm thừa tướng bắt đầu dùng thuyết Liên Hoành. Thuyết Liên Hoành của Trương Nghi chủ yếu dùng thủ đoạn bày cái lợi trước mắt ra cho các nước chư hầu. Các nước chư hầu đều vì tham cái lợi trước mắt mà không tính đến hậu quả lâu dài, bội ước với nhau.
Đối với nước Ngụy, Trương Nghi sử dụng biện pháp vừa đánh vừa xoa dịu, cụ thể là xua quân liên tục cướp đoạt đất đai của Ngụy nhưng mặt khác lại nhường lại cho Ngụy một số lợi ích để lôi kéo Ngụy cầm đầu nhiều chư hầu khác khuất phục nước Tần. Năm 328 TCN, Trương Nghi và công tử Hoa xua quân tiến chiếm vùng Bồ Dương (nay là Thấp huyện, Sơn Tây) rồi sau đó lại trả vùng đất này cho Ngụy. Ngụy Huệ vương không biết đó là mưu kế nên đã hết sức cảm động, mang năm huyện ở Thượng quận (bao gồm cả Thiếu Lương, tức Hàn Thành, Thiểm Tây ngày nay) dâng cho nước Tần. Thượng quận đã nằm trong địa đồ của nước Tần mà Tần không phải mất quá nhiều công sức để chiếm đoạt nó. Năm sau (327 TCN), Tần lại trả cho Ngụy hai vùng Tiêu và Khúc Ốc, nhưng đến năm 324 TCN lại đem quân xâm chiếm Thiểm Thành. Sau các cuộc chiến tranh này, Tần đã chiếm được những vùng đất của Ngụy như Hà Tây, Thượng quận cùng một số lãnh thổ ở Hà Đông và Hà Nam. Họ cũng đã chiếm đóng được một số bàn đạp và thành trì nằm bên bờ Tây Hoàng Hà với vị trí có tầm quan trọng lớn về quân sự.
Đồng thời, nhằm phá hợp tung của Công Tôn Diễn, năm 323 TCN, Trương Nghi kiến nghị Tần Huệ Văn vương thiết lập liên minh với Tề và Sở. Cuối năm đó Sở và Tề liên kết với nhau đánh Ngụy, quân Sở đánh thắng Ngụy, lấn chiếm nhiều đất đai. Nhân việc Ngụy đang thất thế, Trương Nghi sang thuyết phục Ngụy Huệ Thành vương hòa giải với Tần để cùng Tần chống Tề và Sở. Huệ Thành vương mắc mưu, vì vậy đã phế bỏ Huệ Thi mà mời Trương Nghi làm Tướng quốc.
Tuy nhiên Công Tôn Diễn không chịu thua. Ông sai người sang nước Hàn, thuyết phục vua Hàn chống lại liên hoành Tần-Ngụy. Cùng lúc, Tề và Sở thấy việc liên hoành giữa Ngụy với Tần bất lợi cho mình, nên Tề Tuyên vương và Sở Hoài vương cùng công khai ủng hộ Công Tôn Diễn làm tướng quốc nước Ngụy. Ngụy Huệ vương vốn muốn lợi dụng quân Tần để chống Sở và Tề, nhưng sau đó nhận ra Trương Nghi chỉ muốn kéo mình sang phía nước Tần, nên rất bất mãn, không chịu thần phục nước Tần. Tần Huệ Văn vương thấy Ngụy Huệ vương không thần phục bèn ra quân đánh Ngụy, chiếm lại Tiêu và Khúc Ốc. Các nước phía Đông lo lắng, cùng nhau ủng hộ chủ trương hợp tung của Công Tôn Diễn, mời ông tham gia bàn thảo kế sách cho nước mình. Năm 319 TCN, liên minh Tề, Sở, Yên, Triệu, Hàn, liên hợp chi viện cho Ngụy và đã đánh bại quân Tần. Ngụy Huệ Thành vương cũng đuổi Trương Nghi về Tần và phục chức cho Công Tôn Diễn như xưa.
Công Tôn Diễn lại sách hoạch hợp tung đánh Tần. Năm 318 TCN, liên minh Triệu, Ngụy, Hàn tấn công Tần nhưng bị tướng Tần là Sư Lý Tật đánh bại. Năm sau, Sư Lý Tật lại đánh tan liên quân ở Tu Ngư, giết hơn 8 vạn quân địch và bắt sống tướng Thân Sai. Tuy nhiên nước Nghĩa Cừ dưới sự sách động của Công Tôn Diễn đã tấn công và đánh bại Tần ở gần ấp Lý Bá. Kế hoạch bành trướng sang phía Đông của Tần lại gặp lực cản lớn.

## Xâm chiếm Ba Thục
Năm 316 TCN, hai nước Ba và Thục xảy ra chiến tranh. Cụ thể, Thục xua quân tấn công một đồng minh của Ba là nước Thư. Thư Hầu buộc phải cầu cứu Ba và sau cùng, cả Ba và Thục đều xin Tần cứu viện. Tần Huệ Văn Vương nhân cơ hội đó đã sai Tư Mã Thác, Trương Nghi, đô úy Mặc chỉ huy quân đội tấn công hai nước này và cuối cùng đã thôn tính cả Ba, Thục lẫn Thư. Vua Tần cử Trương Nhược làm Thái thú Thục quận và Nhược cùng với Trương Nghi, Tư Mã Thác tổ chức di dân ở vùng Quan Trung vào Ba Thục lập nghiệp, xây dựng "Đại thành" và "Thiếu thành" tại Thành Đô.
Ở đây, có một điều đáng lưu ý là ban đầu Trương Nghi không đồng tình với chủ trương đánh Ba Thục của Tư Mã Thác vì ông cho rằng theo phương châm viễn giao cận công thì nên đánh nước Hàn trước, từ đó khống chế Thiên tử nhà Chu nhằm sai khiến chư hầu. Tuy nhiên, như nêu ở trên, Trương Nghi đã đóng vai trò tích cực trong việc Tần xâm chiếm khu vực này cũng như trong việc dẹp các cuộc khởi nghĩa của người dân Ba Thục về sau.

## Đánh Sở
Sau khi thôn tính Ba Thục, Tần lại quay mũi giáo sang Tam Tấn và liên tiếp đánh bại các nước này. Cuối cùng, đến năm 313 TCN, Tam Tấn đành phải khuất phục. Điều này khiến hai nước Tề và Sở lo lắng nên đã liên minh với nhau cùng chống Tần và Tam Tấn, khiến Tần gặp phải một trở ngại lớn trong việc bành trướng sang phía Đông. Trước tình hình đó, Trương Nghi đã kiến nghị thực hiện kế ly gián Tề với Sở, lôi kéo Tề về phía Tần để rồi Tần và Tề sẽ đánh Sở, qua đó Tần sẽ chiếm đoạt vùng Hán Trung. Bản thân Trương Nghi không bao giờ quên mối thù bị Tướng quốc của Sở đánh đòn đến sống dở chết dở. Khi mới lên làm Thừa tướng của Tần, Trương Nghi từng bắn tin là đe dọa người đồng môn ở nước Sở về việc sẽ khởi binh đánh Sở, rửa cái nhục trước kia.
| “ | Trước kia tôi tham gia buổi tiệc của ông, không hề lấy cắp ngọc bích của ông, thế mà ông đã vô cớ ra lệnh đánh đập tôi. Vậy bây giờ ông hãy cố lo giữ lãnh thổ của nước Sở, vì tôi nhất định sẽ cướp lấy thành trì của Sở Quốc để trả thù. | ” |

Năm 313 TCN, theo đúng kế hoạch, Tần Huệ Văn vương bãi chức Thừa tướng của Trương Nghi, để ông có cớ vào nước Sở tìm gặp Sở Hoài vương. Ông dùng nhiều vàng bạc mua chuộc các cận thần của Hoài vương và cũng tìm mọi cơ hội để lấy lòng vua Sở. Sau khi đã gây dựng được niềm tin vững chắc, Trương Nghi tỉ tê với Hoài Vương rằng nếu Sở tuyệt giao với Tề thì Tần sẽ trả vùng đất 600 dặm ở Thượng Ư mà Tần lấn chiếm trước kia về cho Sở. Sở Hoài Vương thấy lợi nên đã quyết định chọn tuyệt giao với Tề, bất chấp sự phản đối kịch liệt của một số triều thần tỉ như Trần Chẫn. Sau đó Hoài vương phái một sứ thần theo Trương Nghi về Tần để nhận đất; tuy nhiên Trương Nghi lại giả vờ say rượu ngã khỏi xe, rồi lấy cớ này cáo bệnh không ra làm việc với sứ thần, khiến sứ thần của Sở suốt ba tháng bị Trương Nghi nhốt ở ngoài đường. Sở vương cho rằng Tần còn hoài nghi thành ý của Sở nên đã sai một sứ thần khác sang Tề mắng chửi, nhục mạ; khiến Tề Mẫn vương tức giận tuyệt giao với Sở mà liên minh với Tần. Khi liên minh giữa Sở và Tề bị phá vỡ, Trương Nghi lúc này trở mặt, không dâng 600 dặm đất Thương Ư nữa mà chỉ đề nghị dâng Sở vương 6 dặm đất của mình. Tức giận vì bị lừa, Sở Hoài Vương mang quân đánh Tần tuy nhiên không biết rằng Tần đã có chuẩn bị trước. Thế là quân Sở bị Tần đánh tan gần Đơn Dương, chết 8 vạn người, đại tướng Khuất Cái và phó tướng Phùng Hầu Sửu bị Tần bắt làm tù binh, vùng Hán Trung bị Tần chiếm lĩnh. Sở Vương càng tức giận, liên minh với Tề và Tống xua quân vào Lam Điền tấn công Tần nhưng lại bị bại trận. Các đồng minh Tam Tấn của Tần cũng mở các đợt tấn công vào Sở khiến Sở thiệt hại nặng nề, buộc phải lui quân.
Năm 311 TCN, Tần lại xoa dịu Sở, lần này đưa mồi nhử là trả lại một phần đất đai Tần đã lấn chiếm. Sở Hoài vương do tức giận Trương Nghi lừa mình nên chỉ yêu cầu giao Trương Nghi cho Sở chứ không đòi đất. Trương Nghi thấy thế, chủ động xin sang Sở để lừa Hoài vương thêm một lần. Ông biết rõ Hoài vương rất sủng ái người thiếp của mình là nàng Trịnh Tụ cũng như viên đại thần Cận Thượng, và bản thân Cận Thượng và Trịnh Tụ có mối quan hệ giao hảo rất tốt với nhau. Nhưng Tần Huệ Văn Vương không cho đi nước Sở và  kêu người  canh giữ tướng phủ không cho ông ra ngoài. Nhưng Trương Nghi  lại kêu người  bỏ thuốc ngủ vào  đồ ăn cho lính. Khi tỉnh dậy, lính canh đến báo cáo  với Tần Huệ Văn Vương  rằng  Trương Nghi sai người cho thuốc ngủ vào  thức ăn thì Tần Huệ Văn Vương rất tức giân và lo lắng cho Trương Nghi. Sau khi đi lén đến Sở mà không có văn thư, khi vào thành xin tấn kiến Quốc Vương Sở thì Quốc Vương kêu người bắt Trương Nghi đem vào ngục. Sau đó Sở Hoài Vương nghe phu nhân nói nếu ngài giết chết Trương Nghi thì thiếp sẽ đưa con chúng ta về quê sống. Sau đó sở Vương suy nghĩ rất nhiều. Mễ Nguyên cho người vào giết Trương Nghi nhưng bị thái tử ngăn chặn. Sau đó Sở Vương cho diện kiến Mễ Nguyên và trách mắng ông nếu Trương Nghi chết  thì nước Tần sẽ khai chiến với nước Sở. Sau đó  có người đem chiến thư đến cho Sở Vương, qua đó giữ được mạng cho Trương Nghi. Sau khi Trương Nghi về Tần an toàn, để tưởng thưởng cho đại công, Tần Huệ Văn vương đã ban cho ông ông năm phong ấp cùng tước vị Võ Tín quân.

## Qua đời
Năm 311 TCN, Tần Huệ Văn Vương qua đời. Thái tử Doanh Đãng lên ngôi, tức Tần Vũ vương. Đối với Trương Nghi, Vũ vương tỏ ra không có cảm tình lắm, đồng thời bọn triều thần lại đua nhau gièm pha ông đủ điều. Trương Nghi mất chỗ dựa, buộc phải từ quan và rời nước Tần. Năm 310 TCN, ông về làm thừa tướng cho nước Ngụy - quê hương của mình và cũng là quốc gia trước đây mà mình đã từng rắp tâm làm hại. Năm 309 TCN, sau 1 năm làm Thừa tướng cho Ngụy, Trương Nghi qua đời, hưởng thọ hơn sáu mươi tuổi.